# Vicentico Valdés
Vicente Valdés Valdés (La Habana; 10 de marzo de 1921-Nueva York; 26 de junio de 1995), conocido por su nombre artístico Vicentico Valdés, fue un cantante cubano de boleros románticos 

## Biografía

### Inicios
Vicentico Valdés fue hermano menor del también cantante Alfredito Valdés, y junto a él fue integrante del Septeto Nacional de Ignacio Piñeiro. También fue integrante de la orquesta "Cosmopolita" que dirigía Antonio María Romeu.
Trabajó también con la Sonora Matancera, interpretando principalmente guarachas y guaguancós tales como Yo no soy guapo (guaracha de Reineiro Martínez) y el bolero mambo Decídete mi amor. Uno de sus temas más representativos en esa época fue su versión de Los aretes de la luna, original de José Dolores Quiñones, tema que contribuyó a darle a conocer ante el gran público.

### Nueva York
Radicado en Nueva York, conoció a Noro Morales. Este lo integró a su orquesta y con él grabó temas como Guararé de Ricardo Fábregas, y Qué problema de Rudy Castel.
En los años subsiguientes, su repertorio se concentró en la interpretación de boleros junto a la Sonora Matancera con temas exitosos como Los Aretes de la Luna, aunque continuó cantando otros ritmos autóctonos de su tierra como guajiras, sones o guarachas.
Para el sello Seeco, grabó una cantidad de temas, entre boleros, guarachas y hasta cumbias. En el álbum, Así canta el corazón, acompañado por su propia orquesta y con arreglos y dirección de René Hernández (pianista de la orquesta de Machito durante algún tiempo), incluyó temas como: Ya 'ta el guateque (ritmo orizá), Negro de sociedad (motivo afro), Cumbia que se va de ronda, (cumbia) Yuyumbé (guaracha) y varios boleros como Tú mi adoración original de José Antonio Méndez.
Asimismo,  el álbum Algo de ti, contiene el bolero del mismo nombre, original de Juan P. Miranda, y otros boleros como Estoy locode Javier Vásquez, Conozco tu historia de Mario de Jesús y
Sálvame de Atilio Bruni.
Con la orquesta de Tito Puente grabó Nueva vida, de Giraldo Piloto y Alberto Vera, Guaguancó en Tropicana, de M. A. Espinoza, Soy feliz, La gloria eres tú, y Tú mi amor divino estos dos últimos boleros de José Antonio Méndez.

### Su orquesta
En su madurez como cantante, Vicentico Valdés formó su propia orquesta y contó con arreglos musicales de René Hernández, Joe Caín y Javier Vásquez. La orquesta estuvo integrada por Alfredo Armenteros, Víctor Paz, Jimmy Frisaura y Pat Russo en las trompetas; Jesús Caunedo y Al Tenenbaum como saxos alto; Shelly Gold como saxo tenor; Dave Kurtzerm en el saxo barítono; Frank Anderson como pianista; Bobby Rodríguez en el bajo; Mervin Gold en el trombón; Félix Ventura en las congas; Joe Rodríguez en el timbal y José Mangual en el bongó. En el coro estuvieron Chivirico Dávila y Felo Brito.
Vicentico Valdés falleció en Nueva York el 26 de junio de 1995 a causa de un ataque cardíaco a los 74 años.

## Discografía
- Así canta el corazón.     SCLP 92850   Seeco
- Mi diario musical.        SCLP 3002    Seeco - con la Sonora Matancera
- Vicentico Valdés sings.   SCLP 9081    Seeco
- Listening and dancing.    SCLP 9103    Seeco
- El gran Vicentico.        SCLP 9137    Seeco
- Vicentico Valdés con la Sonora Matancera.  SCLP 9154    Seeco
- Más éxitos.               SCLP 9176    Seeco
- Algo de ti.               SCLP 9195    Seeco
- Canciones premiadas.      SCLP 9202    Seeco
- El estilo de Vicentico Valdés.   SCLP 9224    Seeco
- Una vez más.              SCLP 9232    Seeco
- Suave.                    SCLP 9249    Seeco
- Vicentico Valdés con trompetas y violines. SCLP 9253    Seeco
- Mr. éxitos.               SCLP 9261    Seeco
- Solo lo mejor.            SCLP 9266    Seeco
- Vicentico Valdés en Sur América.           SCLP 9270    Seeco
- Arriba Vicentico.         LS   61034   UA Latino
- Un momento feliz.         L    31053   UA Latino
- Lo mejor de Vicentico Valdés.    CLP  1331    Tico
- Vicentico Valdés.         CLP  1307    Tico
- Vicentico Valdés.         LPS  88816   Tico
- Alegre y sentimental.     LS   61022   WS Latino
- Vicentico Valdés y la Orquesta de Bobby Valentín. BR-96921 01212 Bronco
- En la Lejanía (con la Orquesta de Bobby Valentín). BR-96921 01252 Bronco
- Clásicos de Vicentico Valdés con Bobby Valentín. BR-96921 01402 Bronco